# Lintstaartastrapia
De lintstaartastrapia of lintstaartparadijsvogel (Astrapia mayeri) is een middelgrote zangvogel uit de familie Paradisaeidae (paradijsvogels) en de superfamilie Corvoidea. De lintstaartastrapia werd in 1938 door Fred Shaw Mayer ontdekt (mogelijk al eerder door de onfortuinlijke ontdekkingsreiziger en goudzoeker Jack Gordon Hides die in 1938 overleed) en in 1939 door de Britse natuuronderzoeker Charles R. Stonor  (1912-1982) geldig beschreven.

## Beschrijving
De lintstaartastrapia kan ongeveer 32 cm lang kan worden, exclusief de lange staart bij het mannetje. Dit mannetje heeft een iriserend olijfgroen verenkleed met een mooi ‘balvormig’ verendosje boven zijn snavel en twee enorm lange witte staartveren. Deze staartveren kunnen meer dan een meter lang worden (zie afbeelding). Het vrouwtje is bruin met iriserende veren op de kop.

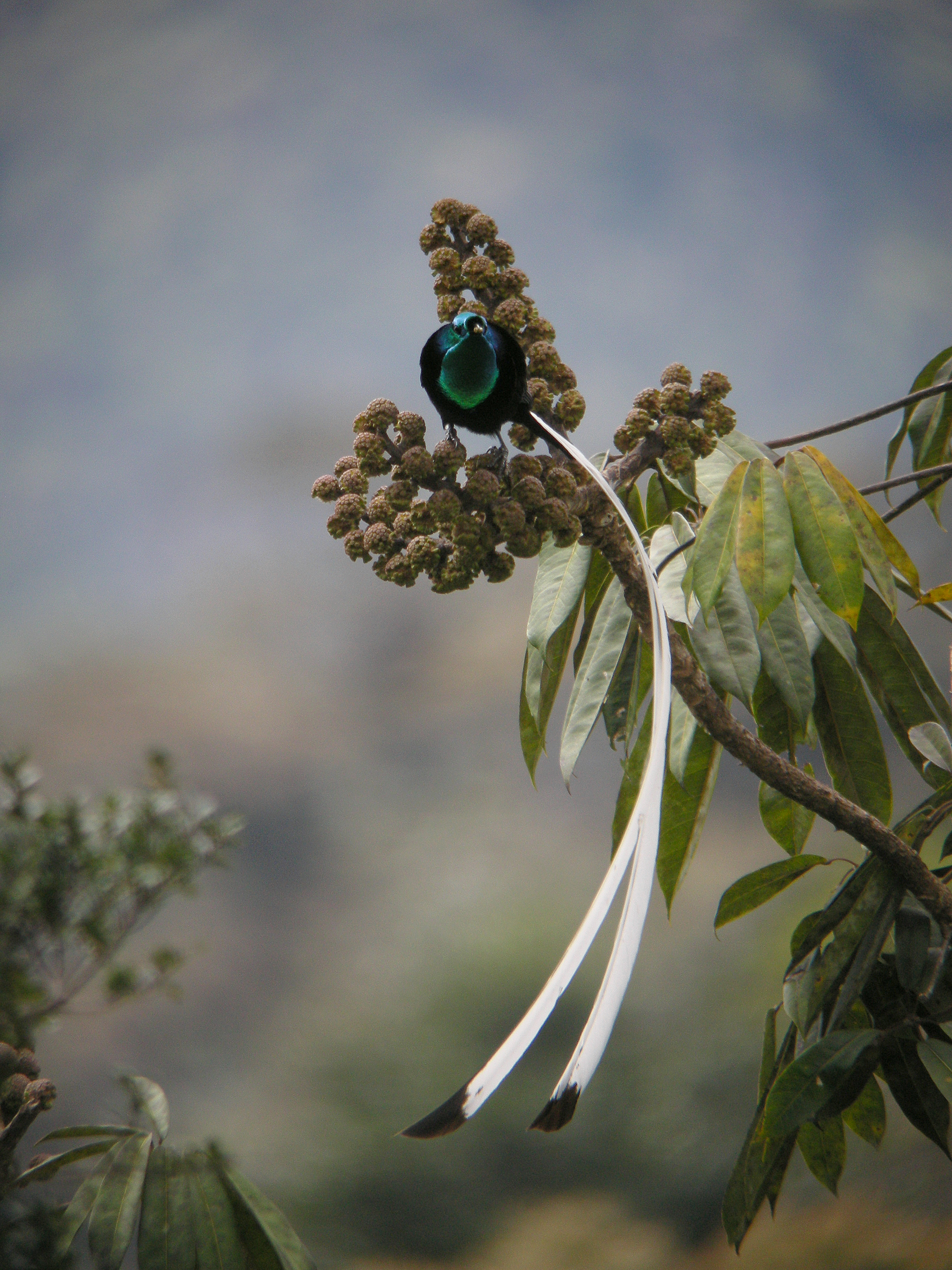
Mannetje met zijn lange witte staart

De mannetjes behoren tot de meest spectaculaire verschijningen onder de paradijsvogels. Ze bezitten langste staartveren in verhouding tot hun lichaamslengte. Dit is bij geen enkele andere vogel groter. De staart kan tot ongeveer drie keer zo lang als het lichaam worden. De mannetjes zijn polygaam.

## Leefgebied
De linstaartastrapia is een endemische vogelsoort uit Papoea-Nieuw-Guinea. Hij leeft er in de nevelwouden van het centrale hoogland rond Mount Hagen tot minstens 130 km westelijk daarvan, op een hoogte tussen de 2400 en 3400 meter.

## Status
De vogel komt voor in een beperkt gebied en is daarom kwetsbaar en staat als niet bedreigd op de Rode Lijst van de IUCN. Houtkap is een bedreiging voor zijn habitat en verder wordt er jacht op hem gemaakt voor de fraaie staartveren. In slecht toegankelijke stukken van zijn verspreidingsgebied schijnt de lintstaartastrapia algemeen voor te komen. Handel (levend, dood of in onderdelen) in deze vogelsoort (en alle andere paradijsvogels) is volgens de overeenkomst inzake de internationale handel in bedreigde soorten wilde dieren en planten (het CITES-verdrag) verboden.